# Peter Kolba
Peter Kolba (* 17. Jänner 1959 in Wien) ist ein österreichischer Jurist, Verbraucherschützer, Autor und Politiker (Liste Pilz). Von 1990 bis 2017 war er Leiter des Bereiches Recht im Verein für Konsumenteninformation (VKI). Von 9. November 2017 bis 4. Juni 2018 war er Abgeordneter zum österreichischen Nationalrat, wo er auch als Klubobmann der Liste Pilz fungierte. Ab September 2018 war er Bürgerrechtssprecher der Liste Pilz.

## Leben
Peter Kolba studierte ab 1977 Rechtswissenschaften an der Universität Wien, wo er 1983 zum Doktor der Rechte promovierte. Anschließend absolvierte er ein Gerichtsjahr an verschiedenen Gerichten in Wien und war als Rechtsanwaltsanwärter tätig, 1990 legte er die erste Teilprüfung zur Rechtsanwaltsprüfung ab. Von März 1990 bis Jänner 2017 war er Leiter des Bereiches Recht im Verein für Konsumenteninformation, wo er über Musterprozesse sowie Verbands- und Sammelklagen für die Rechte der Verbraucher eintrat. Im ORF war er unter anderem in der von Peter Resetarits präsentierten Sendung Bürgeranwalt zu sehen. Von 2013 bis 2016 war er außerdem Chefredakteur der Zeitschrift für Verbraucherrecht. Im März 2017 machte er sich mit Partnern selbständig und gründete eine Plattform für Sammelklagen, die er im Juni 2017 jedoch wieder verließ.
Im Juni 2018 gründete er den Verein zum Schutz von Verbraucherinteressen (Verbraucherschutzverein), um sich um Themen zu kümmern, die vom Verein für Konsumenteninformation und der Arbeiterkammer nicht behandelt werden, beispielsweise um den Rücktritt von Lebensversicherungen im Falle von Falschbelehrung.

## Politik
Im Juli 2017 wurde seine Kandidatur auf der Liste Peter Pilz bei der Nationalratswahl 2017 bekannt. Bei der Wahl erreichte die Liste Pilz in Niederösterreich 4,1 Prozent, und Kolba konnte somit über die Landesliste, bei der er an erster Stelle stand, in den neugewählten Nationalrat einziehen. Am 8. November 2017 wurde er zum Klubobmann der Liste Pilz gewählt. Im Nationalrat fungierte er außerdem als Bereichssprecher für Bürgerrechte. In der XXVI. Gesetzgebungsperiode war er Mitglied im Ausschuss für Konsumentenschutz, im Gesundheitsausschuss sowie im Volksanwaltschaftsausschuss. Kolba ist an Polyneuropathie erkrankt und tritt für eine Liberalisierung von Cannabis für medizinische Zwecke ein.
Am 16. April 2018 gab Peter Kolba seinen für 30. April 2018 geplanten Rücktritt als Klubobmann der Liste Pilz bekannt. Er trat auch aus der Partei aus, verblieb jedoch im Klub der Liste Pilz. Am 27. April 2018 wurde sein Rücktritt als Klubobmann der Liste Pilz mit 31. Mai 2018 bekannt. Am 31. Mai 2018 kündigte er an, auch sein Nationalratsmandat zurückzulegen. Am 1. Juni 2018 teilte er der niederösterreichischen Landeswahlbehörde in einem Schreiben mit, dass er sein Mandat zurücklegt. Kolba teilte über Twitter mit, dass er sich außerparlamentarisch politisch weiterbetätigen werde. Mit der Liste Pilz, für die er in den Nationalrat eingezogen war, wolle er „nichts mehr zu tun haben“. Seine Nachfolger als Klubobleute wurden Bruno Rossmann (Klubobmann) und Wolfgang Zinggl (geschäftsführender Klubobmann). Als Abgeordneter zog statt Kolba Peter Pilz über die Bundesliste in den Nationalrat ein, da Maria Stern auf das ihr als Listenzweite im Landeswahlkreis Niederösterreich zustehende Mandat verzichtete und Alfred J. Noll, der über die Bundesliste in den Nationalrat kam, auf ihrem Mandat nachrückte.
Im September 2018 kehrte Kolba als Bürgerrechtesprecher zur Liste Pilz zurück, ohne aber ein Mandat zu übernehmen.

## Publikationen (Auswahl)
- Sicher anlegen. Was Sie wissen sollten, wenn Sie Geld investieren. Was tun, wenn etwas schiefläuft. Gemeinsam mit Angelika Ahrens und Wilhelm Rasinger. Linde-Verlag, Wien 2009, ISBN 978-3-7093-0277-4.
- Konsumentenrecht und Banken. Das neue Zahlungsdienstgesetz. Das neue Verbraucherkreditgesetz. Judikatur zu den AGB im Bankrecht. Gemeinsam mit Beate Gelbmann und Julia Jungwirth. Linde-Verlag, Wien 2011, ISBN 978-3-7073-1761-9.
- Das neue Verbraucherrecht. Verbraucherrechte-Richtlinie-Umsetzungsgesetz (VRUG). Fern- und Auswärtsgeschäfte-Gesetz (FAGG). Neuerungen im Konsumentenschutz-Gesetz (KSchG). Gemeinsam mit Petra Leupold. Manz-Verlag, Wien 2014, ISBN 978-3-214-01093-5.
- Ihre Rechte als Konsument. UWG – Vertragsfallen und Rücktrittsrechte – Produkthaftung und Schadenersatz – E-Commerce und Fernabsatz. Gemeinsam mit Hans Peter Lehofer und Anne Marie Kosesnik-Wehrle. 5., neu bearbeitete Auflage 2015, ÖGB-Verlag, Wien 2015, ISBN 978-3-99046-110-5.
- Mein großer Rechtsberater. Antworten auf alle juristischen Fragen im Alltag. Von „Anwaltssuche“ bis „Zahlungsverzug“. Gemeinsam mit Peter Resetarits und Nikolaus Weiser. 5., aktualisierte und erweiterte Auflage 2014, Linde-Verlag, Wien 2014, ISBN 978-3-7093-0553-9.
- Konsumentenrecht und Kapitalmarkt. Anlegerschutz aus Sicht der Praxis. Gemeinsam mit Beate Gelbmann, Alexander Klauser, Petra Leupold und Lukas Weber. Linde-Verlag, Wien 2015, ISBN 978-3-7073-2171-5.
- Davids gegen Goliath. Der VW-Skandal und die Möglichkeit von Sammelklagen. Mandelbaum-Verlag, Wien 2017, ISBN 978-3-85476-667-4.